# Валиуллин, Рим Абдуллович
Рим Абдуллович Валиуллин (род. 15 октября 1950, г. Октябрьский) — геофизик, доктор технических наук (1996), профессор (1998), академик РАЕН (1997), член-корреспондент АН РБ, заслуженный изобретатель РБ (1998), заслуженный работник высшей школы Российской Федерации (2012), заведующий кафедрой «Геофизика» БГУ.

## Биография
Валиуллин Рим Абдуллович родился 15 октября 1950 года в г. Октябрьский Башкирской АССР.
В 1970 году окончил нефтяной техникум в г. Октябрьский БАССР по специальности «техник-геологоразведчик», работал техником-геофизиком в Оренбургской геофизической экспедиции. Служил в армии — в воздушно-десантных войсках в г. Туле.
В 1977 году окончил Башкирский государственный университет (ныне Уфимский университет науки и технологий) по специальности физик-геофизик и продолжал работать в БГУ.
В 1987 году защитил в Московском ИНХ и ГП им. И.Губкина кандидатскую диссертацию на тему «Разработка методики исследований и интерпретации данных термометрии при компрессорном освоении и опробовании нефтяных скважин».
Докторскую диссертацию защитил в 1996 году по теме «Термические методы диагностики нефтяных пластов и скважин» в г. Твери. Звание профессора присвоено в 1998 году.
Академик РАЕН (1997), заслуженный изобретатель РБ (1998), в БГУ — заведующий кафедрой «Геофизика».
Область научных интересов Р. Валиуллина — изучение термогидродинамических полей в нефтяных пластах и скважинах, исследований и интерпретации данных нестационарной термометрии при освоении и эксплуатации скважин.
Он имеет 45 авторских свидетельств и патентов на изобретения.
Р. Валиуллин — председатель докторского совета БашГУ (ныне Уфимский университет науки и технологий) по специальности «Теплофизика и теоретическая теплотехника», заместитель председателя докторского совета «Механика жидкости, газа и плазмы», член докторского совета в НПФ «Геофизика» по геофизике.

## Труды
Р. Валиуллин — автор около 150 научных работ, имеет 45 патентов и авторских свидетельств на изобретения.
Р. А. Валиуллин и др. «Изучение состояния призабойной зоны пласта на основе моделирования теплового поля после кумулятивной перфорации скважины». Уфа, 1988.

## Награды
Кавалер Ордена Салавата Юлаева (2017),Почётный работник высшего профессионального образования Российской Федерации (2002). Заслуженный изобретатель РБ (1998). Медаль ВДНХ СССР (1987), Памятная медаль РАЕН, посвященная П. Л. Капице (2000). Серебряная медалью «За заслуги» (награда Геологического общества Украины).